# Romanie Schotte
Pour les articles homonymes, voir Schotte.
 (janvier 2017).
Si vous disposez d'ouvrages ou d'articles de référence ou si vous connaissez des sites web de qualité traitant du thème abordé ici, merci de compléter l'article en donnant les références utiles à sa vérifiabilité et en les liant à la section « Notes et références ».
Romanie Schotte, née le 15 octobre 1997 à Bruges, a été élue 1re dauphine de Miss Flandre occidentale puis Miss Belgique 2017. Elle est la 84e Miss Belgique. 

## Biographie

### Élection Miss Belgique 2017
Élue successivement 1re dauphine de Miss Flandre occidentale, Romanie Schotte est élue puis sacrée Miss Belgique 2017 le 14 janvier 2017 au Théâtre de Plopsaland de La Panne à l'âge de 19 ans. Elle succède Lenty Frans, Miss Belgique 2016. Pour la quatrième année consécutive, la Région flamande remporte le titre de Miss Belgique. 
Ses dauphines : 
- 1re dauphine : Delphine Devos, Miss Flandre occidentale.
- 2e dauphine : Eva Mira, Miss Liège.
- 3e dauphine : Liesbeth Claus, Miss Flandre orientale.
- 4e dauphine : Noémie Depré, Miss Hainaut.
- 5e dauphine : Maïthé Rivera Armayones, première dauphine de Miss Flandre orientale.

#### Parcours
- 1re dauphine de Miss Flandre occidentale.
- Miss Belgique 2017 au Théâtre de Plopsaland de La Panne.

### Année de Miss Belgique
Quelques jours après avoir élue Miss Belgique, elle se retrouve au coeur d'une polémique pour avoir laissé un commentaire considéré comme raciste sur sa propre page Instagram, certains internautes réclamant depuis sa destitution. La polémique s'étend, ensuite, au concours en général, considéré comme truqué et pro-flamand,.